# Andrea Esteban Catalán
Andrea Esteban Catalán (Teruel, España; 29 de febrero de 1996) es una entrenadora y exfutbolista española. Ha dirigido al Valencia CF de la Primera Iberdrola de España y al Deportivo Alavés Gloriosas.

## Trayectoria
Formó parte de la selección española femenina sub-17 con la que ganó el Europeo Femenino Sub-17 en 2011. En 2019, se retiró como futbolista a los 23 años del Valencia CF tras varias lesiones y operaciones en la rodilla.
Tras su retirada como futbolista, formó parte del cuerpo técnico del Valencia CF Femenino. En la temporada 2019-20, arrancó su carrera como primera entrenadora al frente del combinado femenino Sub-15 de la Selección de la Comunidad Valenciana.En la temporada 2020-21, recaló de nuevo en el Valencia CF Femenino, para hacerse cargo esta vez del equipo como primera entrenadora, en la máxima categoría del fútbol nacional.
Durante 2023-2024 dirige el proyecto del Deportivo Alavés Gloriosas.